# مارک گوگنهایم
مارک گوگنهایم (انگلیسی: Marc Guggenheim؛ زادهٔ ۲۴ سپتامبر ۱۹۷۰) یک فیلم‌نامه‌نویس اهل ایالات متحده آمریکا است.

## فیلم‌شناسی

### سینما
پرسی جکسون و المپ‌نشینان: دریای هیولاها (۲۰۱۳)

### بازی‌های رایانه‌ای
ندای وظیفه ۳ (۲۰۰۶)